# Veternik

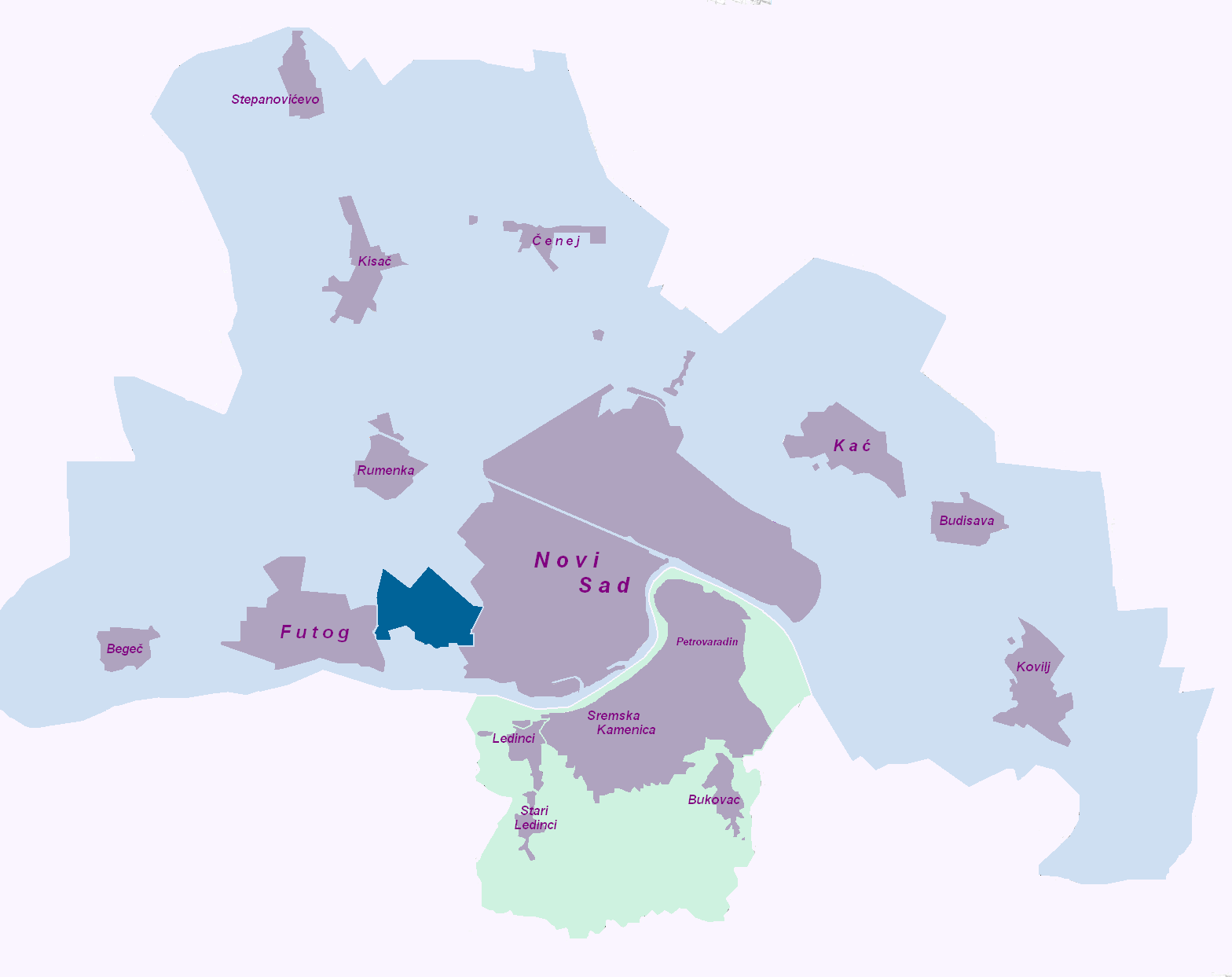
Localisation de Veternik dans la ville de Novi Sad

Veternik (en serbe cyrillique : Ветерник ; en hongrois Hadikliget) est une localité de Serbie située dans la province autonome de Voïvodine et sur le territoire de la ville de Novi Sad, district de Bačka méridionale. Au recensement de 2011, elle comptait 16 895 habitants.
Veternik, officiellement classé parmi les villages de Serbie, est situé entre Novi Sad et Futog. Cette localité a connu une importante croissance démographique (789 habitants en 1948).

## Histoire
Une première localité située à cet emplacement est mentionnée en 1848 sous le nom de Neu Ilof. Elle était peuplée par des ouvriers travaillant sur le domaine voisin du comte Kotek. La localité moderne, quant à elle, a été fondée en 1918 pour accueillir des vétérans serbes de la Première Guerre mondiale. Elle a reçu le nom de Veternik en souvenir des combats qui eurent lieu près du mont Veternik pendant la campagne de Serbie (1915).
Pendant la Seconde Guerre mondiale, les autorités hongroises qui occupaient la région chassèrent les habitants du village de l'autre côté du Danube et y installèrent des Magyars venus de Bucovine. Après la guerre, l'ancienne population se réinstalla dans le village.

## Démographie

### Évolution historique de la population
| 1948 | 1953 | 1961  | 1971  | 1981  | 1991   | 2002   | 2011   |
| ---- | ---- | ----- | ----- | ----- | ------ | ------ | ------ |
| 789  | 846  | 1 908 | 5 730 | 9 556 | 10 271 | 18 626 | 16 895 |

|  |